# Guaranyperla beckeri
Guaranyperla beckeri is een steenvlieg uit de familie Gripopterygidae. De wetenschappelijke naam van de soort is voor het eerst geldig gepubliceerd in 2001 door Froehlich.